# Polder Haasbroek
Polder Haasbroek is een poldergebied en een voormalig waterschap in de gemeente Zoeterwoude, in de Nederlandse provincie Zuid-Holland.
Het waterschap was in 1970 ontstaan bij een fusie van de volgende waterschappen:
- De Gelderwoudse Polder
- De Oost- en Westbroekpolder

Bij de opheffing in 1979 ging de polder over naar het waterschap Noordwoude met uitzondering van de Westbroekpolder, die bij het waterschap De Ommedijck werd gevoegd.